# Virtuality : Le Voyage du Phaeton
Pour plus de détails, voir Fiche technique et Distribution.
Virtuality : Le Voyage du Phaeton (Virtuality) est un téléfilm américain réalisé par Peter Berg et écrit par Ronald D. Moore et Michael Taylor (en) diffusé le 26 juin 2009 sur le réseau Fox.

## Synopsis
L'histoire se déroule vers 2050, à bord du Phaeton, premier vaisseau de la Terre, sur un trajet de dix ans pour explorer le système solaire Epsilon Eridani, qui est le plus proche du nôtre. Afin d'aider les douze membres d'équipage à supporter la longue mission, un système de réalité virtuelle, les modules, est installé à bord du navire. Ces modules, qui sont portés comme des lunettes, permettent à l'équipage d'assumer diverses identités et de profiter d'une variété d'aventures pour surmonter l'absence d'intimité sur le Phaeton.
Le périple de l'équipage est diffusé sur Terre en tant qu'émission de télé-réalité.
Ce pilote se situe environ six mois après le décollage du Phaeton. L'équipe doit faire face entre un choix critique à l'approche de Neptune, entre leur dernière chance de retourner sur Terre ou poursuivre la mission comme prévu. Mais comme Terre semble être condamnée au point que la terre ferme devient une marchandise ; les scientifiques estiment que la planète deviendra inhabitable d'ici un siècle. La mission d'explorer le système solaire Episilon Eridani devient celle de trouver une nouvelle planète habitable.
Malheureusement, à l'approche du point de non retour, plusieurs problèmes se posent.
Le médecin de l'équipage, Adin Meyer, prend conscience qu'il est atteint d'une maladie de Parkinson débutante. Via les modules de réalité virtuelle, le commandant Frank Pike a commencé une relation adultérine avec la botaniste Rika Goddard, dont le mari, le psychologue Dr Roger Fallon, fait également partie de l'équipage.
Pendant ce temps, les modules de simulation connaissent plusieurs problèmes étranges impliquant un homme mystérieux. Ses actes contre les membres de l'équipage, réalisés à l'intérieur des simulations, deviennent de plus en plus préoccupants, y compris un viol en simulation, le meurtre simulé de Pike lors d'une guerre civile, et celui de Meyer poussé au bord d'une falaise. Malgré les difficultés, l'équipage décide à l'unanimité de continuer ce voyage devant durer une décennie.

## Fiche technique
- Titre original : Virtuality
- Titre français : Virtuality : Le Voyage du Phaeton
- Réalisation : Peter Berg
- Scénario : Ronald D. Moore et Michael Taylor (en)
- Production : Ronald D. Moore, Steve Oster, Michael Taylor (en) et Dawn Velazquez
- Sociétés de production : Universal Studios, NBC Studios, Look Ma! No Hands
- Budget :
- Musique : Lisa Coleman et Wendy Melvoin
- Photographie : Stephen McNutt
- Montage : Michael O'Halloran et Colby Parker Jr.
- Décors : Peter Lando
- Pays d'origine :  États-Unis,  Canada
- Langue originale : anglais américain et canadien
- Format : couleur - 35 mm - 1,78:1 - son stéréo
- Genre : Science-fiction
- Durée : 87 minutes
- Dates de sortie : 26 juin 2009 aux États-Unis

## Distribution
- Nikolaj Coster-Waldau (VF : Alexis Victor) : Francis « Frank » Pike
- Kerry Bishé (VF : Céline Ronté) : Billie Kashmiri
- Joy Bryant : Alice Thibadeau
- Jose Pablo Cantillo (VF : Jonathan Amram) : Manny Rodriguez
- Ritchie Coster : James « Jimmy » Johnson
- James D'Arcy : Roger Fallon
- Clea DuVall (VF : Barbara Delsol) : Sue Parsons
- Kari Wahlgren (VF : Brigitte Aubry) : Jean
- Gene Farber (en) : Valentin « Val » Orlov
- Sienna Guillory : Rika Goddard
- Erik Jensen (en) : Julius « Jules » Braun
- Nelson Lee (VF : Damien Witecka) : Kenji Yamaguchi
- Omar Metwally : Eyal Meyer
- Jimmi Simpson : l'homme aux yeux verts

 Source et légende : version française (VF) sur RS Doublage